# 仲村知夏 (AV女優)
仲村 知夏（なかむら ちか、1986年10月10日 - ）は、日本のAV女優。
埼玉県出身。身長：157cm 、スリーサイズ：B85（Dカップ）・W58・H83。血液型：A型。趣味、特技:スポーツ全般、カラオケ。

## 略歴
2008年1月に『新人×ギリギリモザイク 新人ギリギリモザイク  仲村知夏』でAVデビュー。

## 作品

### アダルトビデオ

#### 2008年
- 新人×ギリギリモザイク 新人ギリギリモザイク  仲村知夏（1月7日、エスワン）
- ギリギリモザイク 美人女教師の誘惑 仲村知夏（2月7日、エスワン）
- ギリギリモザイク ハーレム大乱交（3月7日、エスワン）…共演:夏川亜咲、 岬リサ
- ギリギリモザイク 絶叫！ビッグマグナムFUCK 仲村知夏（4月7日、エスワン）
- ギリギリモザイク 無限絶頂！激イカセFUCK 仲村知夏（5月7日、エスワン）
- ハイパー×ギリモザ 潮吹きハイパーギリモザ 仲村知夏（6月7日、エスワン）
- ギリモザ おしゃぶり大乱交 平子エミリ×仲村知夏×渋谷梨果（7月19日、エスワン）…共演:平子エミリ、渋谷梨果
- ギリモザ 止まらない失禁 仲村知夏（8月7日、エスワン）
- まるごと4時間×ギリモザ 激しく淫らに欲情FUCK 妄想的特殊浴場 仲村知夏（9月7日、エスワン）
- Tokyo 流儀 68（10月01日、プレステージ）
- 働くオンナ Vol.26（10月22日、プレステージ）
- 顔射の美学 06（11月01日、プレステージ）
- 東京25時 23（11月12日、プレステージ）
- やりたい放題 02（12月11日、プレステージ）

### 雑誌
ベストビデオスーパードキュメント 2008年2月号（三和出版）
※撮影現場密着ドキュメント「新人×ギリギリモザイク 新人ギリギリモザイク」
ベストビデオ 2008年2月号（三和出版）
※Q&A形式のインタビュー掲載。
※リリース日は、2007-12-28